# San Nicolás (Nicaragua)
San Nicolás es un municipio del departamento de Estelí en la República de Nicaragua. Extraoficialmente denominado también San Nicolás de Oriente, fue fundado en 1892 y es conocido mundialmente por ser el lugar de donde sale la chancha bruja, una figura típica del folclore nicaragüense.

## Geografía
San Nicolás se encuentra ubicado a una distancia de 25 kilómetros de la ciudad de Estelí, y a 135 kilómetros de la capital de Managua.
- Altitud: 990 m s. n. m.
- Superficie: 163.0 km²
- Latitud: 12° 55′ 59″ N
- Longitud: 86° 20′ 49″ O.

### Límites
Limita al norte con el municipio de Estelí, al sur con el municipio de Santa Rosa del Peñón, al este con el municipio de La Trinidad y San Isidro, al oeste con el municipio de El Sauce.

### Relieve
Con relieve accidentado y casi la totalidad del territorio está cubierto por montañas entre ellas: El Divisadero (1547 m), Cerro Grande (1278 m), La Escala (1226 m), Cerro El Níspero (1092 m) y Taboga (1092 m).

## Historia
El municipio se formó en 1892 y perteneció al departamento de León hasta 1989 cuando fue trasladado a Estelí.

## Demografía
San Nicolás tiene una población actual de 7 663 habitantes. De la población total, el 52.3% son hombres y el 47.7% son mujeres. Casi el 21.8% de la población vive en la zona urbana.

## Clima
Predomina el clima tropical seco, temperatura anual de los 21 a 25 °C.

## División territorial
El municipio está dividido en 30 comunidades rurales y una sola área urbana sin división de barrios.

## Flora y fauna
Predomina la vegetación xenofítica (matorralosa). En el cerro El Tisey hay reducidos bosques de pinos y roble por la industria maderera de la zona.
En cuanto a la fauna, predominan mamíferos como venados, zorros, tigrillos, guardatinajas, conejos, coyotes, variedad de reptiles, boas, corales, cascabeles; también hay algunas especies de aves, tales como carpinteros, pijules, tórtolas, guises.

## Economía
Se basa en el cultivo tradicional de granos básicos (maíz, frijol, sorgo), chilla, manzanilla, papas, repollo y linaza; la ganadería y el comerció distribuido en pulperías que sustituyen la ausencia de un mercado local.

## Religión
Cuenta con algunas denominaciones religiosas entre las cuales destaca la católica (mayoría de la población) y la protestante (pentecostal y testigos de Jehová).

## Festividades

### Fiestas patronales
Su santo patrón es San Nicolás, fiesta que celebra el municipio el 15 de diciembre con carreras de cintas y monta de toros.

## Ciudad hermanada
Tiene una ciudad belga con:
| - Sint-Niklaas |